# هاشتاد (شهرک)
هاشتاد (به لاتین: Harstad) یک شهرک در نروژ است که در استان ترومس واقع شده‌است. هاشتاد ۱۰٫۹۹ کیلومتر مربع مساحت و ۲۰٬۴۲۹ نفر جمعیت دارد و ۶۲ متر بالاتر از سطح دریا واقع شده‌است.